# Gräsmyrtjärnen, Ångermanland
Gräsmyrtjärnen är en sjö i Nordmalings kommun i Ångermanland och ingår i Öreälvens huvudavrinningsområde.